# Antoni Porowski
Antoni Porowski (14 de marzo de 1984) es un presentador de televisión canadiense, actor, chef y modelo. Es conocido por su papel como experto en comida y vino, en la serie ganadora del premio Emmy de Netflix Queer Eye.

## Primeros años
Porowski nació en Montreal, Quebec, de padres polacos quienes emigraron a Canadá con sus dos hermanas mayores. Su padre es médico. Creció hablando polaco, inglés y francés. Él y sus padres se mudaron a Glade Springs, Virginia Occidental cuando tenía 12 años, y vivió entre Glade Springs y Montreal durante sus años de escuela secundaria, antes de regresar finalmente a Montreal para asistir a Marianopolis College, y luego a la universidad.
Después de graduarse de Concordia University  con una licenciatura en artes creativas, Porowski se mudó a la ciudad de Nueva York para estudiar actuación en Neighborhood Playhouse School of the Theater, de donde se graduó en 2011. Aprendió cocina como autodidacta, pero conectándose con las técnicas culinarias de su abuela.

## Carrera
Al mudarse a la ciudad de Nueva York, Porowski comenzó a audicionar para varios papeles de actuación. Él ha declarado que ser polaco le dificultaba encontrar trabajo, lo que en ese momento le hizo considerar cambiar su apellido a uno más "anglo". Obtuvo papeles en películas como Elliot Loves (2012), Daddy's Boy (2016), The Pretenders (2018) y como el oficial principal en un episodio de 2014, de la serie de televisión The Blacklist . Porowski también apareció en el breve docudrama de 2015 sobre la masacre de Vínnitsa, To My Father, como Adam Bandrowski. El cortometraje formó parte del Short Film Corner del Festival de Cine de Cannes 2016 . 
Mientras tanto, trabajó en el sector grastronómico para cubrir su renta, primero trabajando como ayudante de camarero en un restaurante familiar polaco. Se abrió camino en la industria de los restaurantes, trabajando como mesero y sumiller, finalmente administrando un restaurante de sushi en Bond Street. Porowski vive en el mismo vecindario que Ted Allen, el experto original en alimentos y vinos del programa Queer Eye, y actual presentador de la competencia de cocina de la cadena de televisión paga Food Network, Chopped . Los dos se hicieron buenos amigos, y por un tiempo Porowski trabajó para Allen como su chef personal.
En diciembre de 2017, se anunció que Porowski desempeñaría el papel de experto en alimentos y vinos en el renacido programa de Netflix, Queer Eye, que se emite desde febrero de 2018. La segunda temporada del programa fue lanzada en junio de 2018. 
En abril de 2018, Porowski firmó un acuerdo con Houghton Mifflin Harcourt para su primer libro de cocina, que se lanzará en la primavera de 2019. En junio de 2018, anunció que abriría The Village Den, un restaurante informal en el West Village de Nueva York.
Además, Porowski comercia con muebles antiguos.
El 10 de septiembre de 2018, Porowski junto con los coanfitriones de Queer Eye recibieron un Emmy por reality excepcional.
Porowski apareció en el video musical "You Need to Calm Down" de Taylor Swift, lanzado el 17 de junio de 2019.

## Vida personal
Porowski afirma que su sexualidad es "un poco más fluida a lo largo del espectro" y que prefiere no etiquetarse. Ha salido durante siete años con el actor Joey Krietemeyer , pero la relación culminó en octubre de 2018. Luego Porowski confirmó en su Instagram que en diciembre estaba saliendo con el decorador de interiores Trace Lehnhoff. Sin embargo, los dos se separaron luego de un año.
Porowski y su coestrella de Queer Eye, Jonathan Van Ness, bromearon por internet creando una cuenta conjunta de Instagram, sugiriendo que eran pareja. Más tarde confirmaron que era una broma y no había nada serio.
En el episodio de Queer Eye titulado "Lost Boy" (temporada 3, episodio 2), Porowski reveló que tuvo problemas de adicción en el pasado.

## Filmografía

### Televisión
| Año             | Título              | Papel               | Notas                                                           |
| --------------- | ------------------- | ------------------- | --------------------------------------------------------------- |
| 2010            | Blue Mountain State | Jugador de lacrosse | Episodio: "LAX"                                                 |
| 2014            | The Blacklist       | Oficial principal   | Episodio: " Monarch Douglas Bank (No. 112) "                    |
| 2018 – presente | Queer Eye           | como él mismo       | Serie regular, 25 episodios                                     |
| 2018            | Nailed it!          | como él mismo       | Juez invitado, Episodio: "Bonificación: 3,2,1. . . Not Done!! " |
| 2018            | Don't Watch This    | como él mismo       | Episodio: "Antoni Psycho"                                       |
| 2019            | Lip Sync Battle     | como él mismo       | Temporada 5, Episodio 1                                         |

### Películas
| Año  | Título            | Papel              | Notas        |
| ---- | ----------------- | ------------------ | ------------ |
| 2008 | El diario         | Eric               | Cortometraje |
| 2011 | El apartamento    | Desconocido        | Cortometraje |
| 2012 | Elliot ama        | El padre de Elliot |              |
| 2013 | Retirar           | Louis              | Cortometraje |
| 2015 | Para mi padre     | Adam Bandrowski    | Cortometraje |
| 2016 | Niño de papi      | cristiano          |              |
| 2018 | Los pretendientes | Antoni             |              |
| 2018 | Tiempo de terror  | Jacob              |              |
| 2019 | Blood Surf        | Simon              |              |

### Videos musicales
| Año  | Canción                            | Artista                             |
| ---- | ---------------------------------- | ----------------------------------- |
| 2018 | Este soy yo (el remix reinventado) | Keala Settle, Kesha y Missy Elliott |
| 2019 | You Need to Calm Down              | Taylor Swift                        |